# 南京警备区
中国人民解放军南京警备区，是中国人民解放军2004年1月1日组建。原南京军分区更名为南京警备区。

## 历任领导

### 司令员

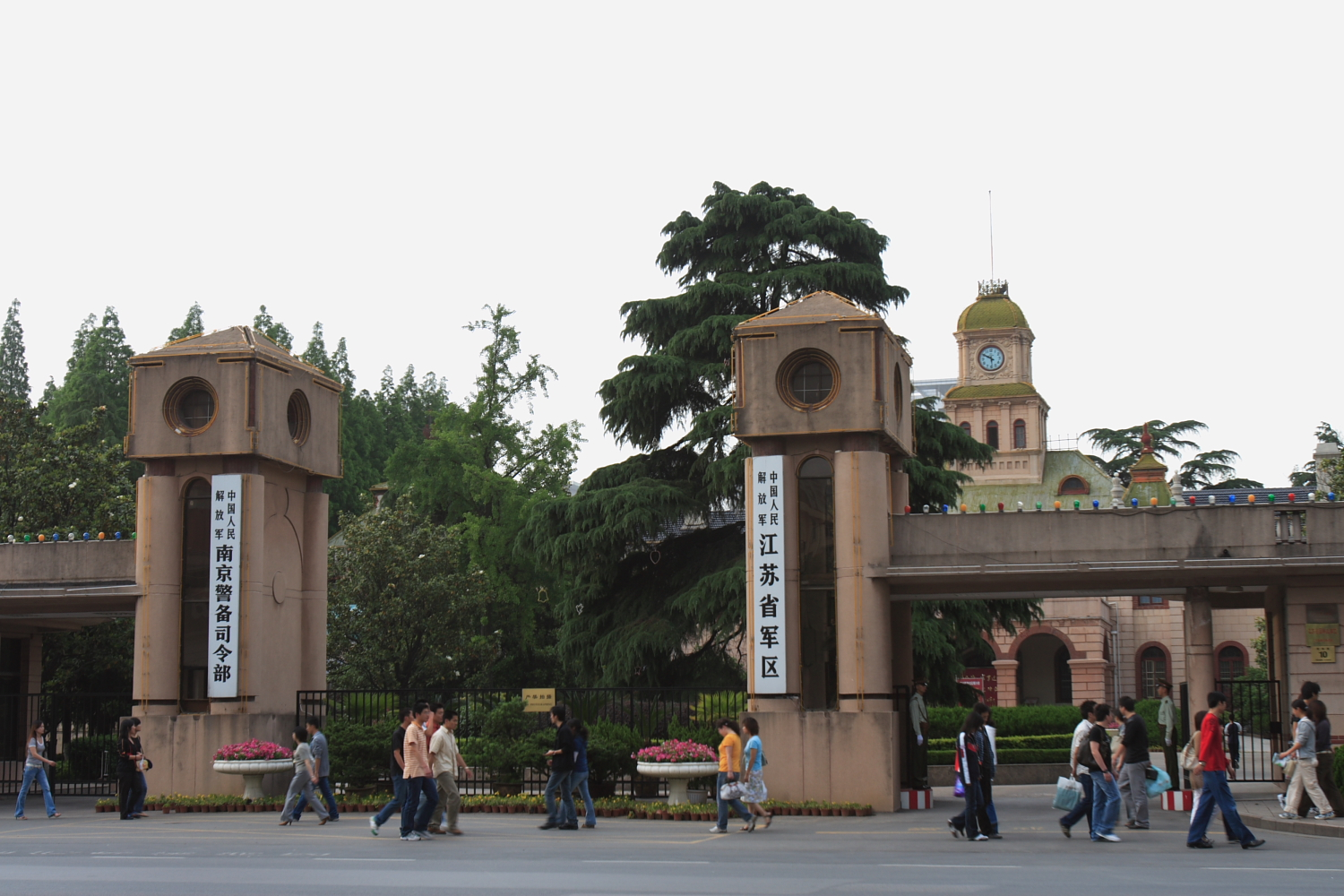
中国人民解放军江苏省军区和南京警备司令部驻地南京市湖南路10号临时政府参议院旧址

- 傅沿江